# Artaxer (dabir)
Artaxer (em grego: Αρταξηρ; romaniz.: Artaxḗr; em persa médio: 𐭠𐭥𐭲𐭧𐭱𐭲𐭥; romaniz.: Ardaxšīr) foi um oficial sassânida do século VI, ativo durante o reinado do xainxá Cosroes I (r. 531–579).

## Nome
Artaxes (Αρτάξης, Artáxēs), Adeser (Αδεσήρ, Adesēr), Artaxer (Αρταξηρ, Artaxḗr), Artaxares (Αρταξάρης, Artaxárēs), Artaser (Αρτασήρ, Artasḗr), Artasires (Αρτασείρης, Artaseírēs), Artaxas (Αρτάξας, Artáxas) e Artaxias (Αρταξίας, Artaxías) são as formas gregas do parta e persa médio Ardaxir ou Artaxir (𐭠𐭥𐭲𐭧𐭱𐭲𐭥, Ardaxšīr ou Artaxšīr) e do armênio Artaxir (Արտաշիր, Artašir) e Artaxes (Արտաշէս, Artašēs; surgido da forma não atestada *Artašas). Esses nomes derivam do persa antigo Artaxaça (𐎠𐎼𐎫𐎧𐏁𐏂𐎠, Artaxšaçā) ou o iraniano antigo Artaxatra (*R̥ta-xš-ira-), que significa "cujo reinado é através da verdade". Sua grafia em persa antigo também foi helenizada e latinizada como Artaxerxes (Αρταξέρξης, Artaxérxēs).

## Vida
As origens de Artaxer são incertas. Exerceu a função de moudabe chefe e, segundo o Xanamé de Ferdusi, o xainxá Cosroes I (r. 531–579) o consultou sobre sua possível campanha contra os turcos. Esteve, junto de outros sábios, nas sete seções catequisais presididas na presença de Cosroes para testar o jovem Burzemir.